# Plague Inc: Evolved
Plague Inc: Evolved é um jogo de estratégia e simulação para Windows, distribuído pelo Steam, também disponível para Mac OS X e Linux. No jogo, o jogador cria e desenvolve um agente patogênico com o objetivo de destruir toda a humanidade em uma epidemia global.
Esta é a versão para desktop da versão mobile, Plague Inc., com novas características. O jogo foi desenvolvido por uma única pessoa, Ndemic Creations, e atualmente esta disponível através do Steam Early Access. O jogo usa o modelo epidêmico, com as variáveis complexas e realistas para simular a propagação e atenção que recebe do CDC, de acordo com a gravidade da praga.

## Gameplay
O principal do jogo Plague Inc: Evolved é similar ao Plague Inc. - o jogador controla uma praga a qual começa a infectar a humanidade a partir de uma única pessoa. O jogador deve infectar e matar toda as pessoas do mundo; e para isso, também precisa adaptar a praga para vários ambientes. Entretanto, também precisa completar esse objetivo antes dos humanos, o oponente, desenvolverem a cura para a praga.
O desenvolvedor mencionou que se inspirou no jogo Pandemic 2, um jogo para navegador em Flash lançado em 2008 pela Dark Realm Studios.
A série de jogos foi elogiada pelo Centro de Controle e Prevenção de Doenças, que disse "ele usa uma forma não tradicional para conscientizar o público sobre epidemiologia, transmissão de doenças e informações sobre doença/pandemia. O jogo cria uma mundo atraente que envolve o público a respeito de sérios problemas de saúde pública". O desenvolvedor do jogo já foi convidado para palestrar no CDC.

## Novas características no Plague Inc.: Evolved
- Estilo cooperativo e competitivo no multiplayer;
- Criador de cenários e mundos;
- Mundo 3D e modelos de doenças;
- City Cams - Imagens de cidades do mundo, mostrando o progresso da praga;
- Body Scanner - Mostra como a doença afeta o corpo humano;
- Replays da partida ao término do jogo, indicador de prioridade do governo e novas estatísticas/gráficos;

Isto tudo inclui todos os pacotes de expansão do jogo original Plague Inc..

## Desenvolvimento e lançamento
Plague Inc: Evolved foi ao ar no Steam Early Access em 20 de fevereiro de 2014; e lançado oficialmente em 18 de fevereiro de 2016.
Para a nova versão não ser apenas uma cópia do jogo original disponível para desktop, o desenvolvedor usou "quase meio milhão de mensagens de feedback e pedidos de recursos" para ajudá-lo a compreender o que os jogadores queriam; e criou um novo projeto do zero.